# Met Office
Met Office è il servizio meteorologico nazionale del Regno Unito, del Department for Business, Energy and Industrial Strategy.
Fondato nel 1854, la sua sede centrale dal 21 giugno 2004 è nella città di Exeter; inoltre, vi sono sedi distaccate presso il Joint Centre for Mesoscale Meteorology dell'Università di Reading, presso il Joint Centre for Hydro-Meteorological Research di Wallingford, presso numerosi aeroporti e basi aeree. Inoltre, l'ente ha anche un centro previsionale ad Aberdeen e uffici a Gibilterra e sulle isole Falkland.

## Storia
Met Office è stato fondato nel 1854 da Robert FitzRoy come un reparto del Board of Trade al servizio dei naviganti. Nell'ottobre 1859 venne istituito anche il primo servizio di allerta per le tempeste e, nel corso del 1861, fu attivata una rete di 15 stazioni meteorologiche costiere per implementare l'efficienza del servizio precedentemente istituito. Tra il 1861 e il 1866 l'ente ha fornito servizi di previsioni meteorologiche per i principali giornali dell'epoca; dopo una sospensione durata 13 anni, il suddetto servizio riprese nel 1879.
Nel 1919, al termine della prima guerra mondiale l'ente passò alle dipendenze dell'Air Ministry iniziando a svolgere servizi di previsioni meteorologiche e di assistenza alla navigazione aerea presso basi e aeroporti della Royal Air Force.
Nell'aprile 1990 Met Office è divenuto un'agenzia esecutiva del Ministero della Difesa del Regno Unito, per poi entrare a far parte del Department for Business, Innovation and Skills a partire dal 18 luglio 2011.

## Divisioni e servizi
1. Shipping Forecast
2. National Severe Weather Warning Service
3. Weather prediction models
4. Flood Forecasting Centre
5. Seasonal forecasts
6. World Area Forecast Centre
7. Volcanic Ash Advisory Centre
8. UK Dispersion Modelling Bureau
9. Numerical weather prediction e Unified Model
10. Meteorological Research Unit
11. Facility for Airborne Atmospheric Measurements

- fino al 2001 ha ospitato l'Intergovernmental Panel on Climate Change.

## Direttori generali
- 1905-1920: William Napier Shaw
- 1954-1965: Graham Sutton
- 1965-1983: Basil John Mason
- 1983-1991: John Houghton
- 1992-1997: Julian Hunt
- 1997-2004: Peter Ewins
- 2004-2005: David Rogers
- 2005-2007: Mark Hutchinson
- dal 2007: John Hirst